# Yoshimasa Sugawara
 (juillet 2025).
Si vous disposez d'ouvrages ou d'articles de référence ou si vous connaissez des sites web de qualité traitant du thème abordé ici, merci de compléter l'article en donnant les références utiles à sa vérifiabilité et en les liant à la section « Notes et références ».
Yoshimasa Sugawara (菅原 義正, Sugawara Yoshimasa), né le 31 mai 1941, est un pilote japonais de rallye-raid.
Son fils est Teruhito Sugawara, également pilote du rallye Dakar en catégorie camion.

## Palmarès

### Résultats au Rallye Dakar
| Année | Categorie | Marque            | Position | Victoires d'etapes |
| ----- | --------- | ----------------- | -------- | ------------------ |
| 1983  | moto      | Honda             | Abd      |                    |
| 1984  | moto      | Honda XL 400      | Abd      |                    |
| 1985  | auto      | Mitsubishi Pajero | Abd      |                    |
| 1986  | auto      | Mitsubishi Pajero | 33e      |                    |
| 1987  | auto      | Mitsubishi Pajero | 87e      |                    |
| 1988  | auto      | Mitsubishi Pajero | Abd      |                    |
| 1989  | auto      | Mitsubishi Pajero | 27e      |                    |
| 1990  | auto      | Mitsubishi Pajero | 26e      |                    |
| 1991  | auto      | Mitsubishi Pajero | 22e      |                    |
| 1992  | camion    | Hino Ranger       | 6e       |                    |
| 1993  | camion    | Hino Ranger       | 6e       |                    |
| 1994  | camion    | Hino Ranger       | 2e       |                    |
| 1995  | camion    | Hino Ranger       | 2e       |                    |
| 1996  | camion    | Hino Ranger       | 6e       |                    |
| 1997  | camion    | Hino Ranger       | 2e       |                    |
| 1998  | camion    | Hino Ranger       | 2e       | 3                  |
| 1999  | camion    | Hino Ranger       | 4e       | 2                  |
| 2000  | camion    | Hino Ranger       | 5e       |                    |
| 2001  | camion    | Hino Ranger       | 2e       |                    |
| 2002  | camion    | Hino Ranger       | 3e       |                    |
| 2003  | camion    | Hino Ranger       | 5e       |                    |
| 2004  | camion    | Hino Ranger       | 5e       |                    |
| 2005  | camion    | Hino Ranger       | 2e       |                    |
| 2006  | camion    | Hino Ranger       | 5e       |                    |
| 2007  | camion    | Hino Ranger       | 13e      |                    |
| 2009  | camion    | Hino Ranger       | 26e      |                    |
| 2010  | camion    | Hino Ranger       | Abd      |                    |
| 2011  | camion    | Hino Ranger       | 13e      |                    |
| 2012  | camion    | Hino Ranger       | 24e      |                    |
| 2013  | camion    | Hino Ranger       | 31e      |                    |
| 2014  | camion    | Hino Ranger       | 32e      |                    |
| 2015  | camion    | Hino Ranger       | 32e      |                    |
| 2016  | camion    | Hino Ranger       | 31e      |                    |
| 2017  | camion    | Hino Ranger       | 27e      |                    |
| 2018  | camion    | Hino Ranger       | Abd      |                    |
| 2019  | camion    | Hino Ranger       | Abd      |                    |